# Karosi
Korosi es un volcán en escudo situado en el Gran Valle del Rift al norte del Lago Baringo. 

## Geología
A diferencia de otros volcanes del valle del Rift, no tiene caldera, sino domos de lava en los flancos al norte alimentados por flujos de lava traquítica. 
La principal etapa volcánica del Korosi fue el período de entre hace 400.000 y 100.000 años, con erupciones de flujos de lava fluida basáltica voluminosos y la formación de conos a lo largo de un eje norte-nordeste, seguidas por la erupción de domos de lava traquítica y conos de pumicita. Su actividad más reciente fue una fisura alimentada con flujos de lava basáltica entre este volcán y el Paka, probablemente coetánea a las últimas erupciones del Ol Kokwe de hace solo centenares/millares de años.